# Liste der Ausarbeitungen von Siegfried Mühle
Nachfolgend werden Arbeiten von Siegfried Mühle genannt, die im  Bundesarchiv-Militärarchiv in Freiburg (Breisgau) vorhanden und im Findbuch Ministerium für Nationale Verteidigung/Teilbestand Verwaltung Aufklärung, DVW 1, 1951–1991 erschlossen sind.

## Militärtechnik
- Automatisiertes Bodenführungssystem 412 L in Westeuropa (Elemente der funkmeßtechnischen Sicherstellung), 1968, Bestellsignatur DVW 1/25747e, benutzbar ab 1999
- Automatisiertes Führungs- und Leitsystem der Luftverteidigung auf dem NATO-Kriegsschauplatz Zentraleuropa und dem Kommando Ostseeausgänge, 1969, Bestellsignatur DVW 1/25762, benutzbar ab 2000
- Funkmeßstationen in der Luftverteidigung auf dem NATO-Kriegsschauplatz Zentraleuropa, 1969, Bestellsignatur DVW 1/25762b, benutzbar ab 2000
- Taktisch-technische Angaben und Gerätebeschreibungen zu Nachrichtengeräten aus USA-Produktion, 1969, Bestellsignatur DVW 1/25742j, benutzbar ab 2000
- Entwicklungstendenzen der Bewaffnung und Ausrüstung der NATO-Streitkräfte in den 1980er und 1990er Jahren, 1979, Bestellsignatur DVW 1 benutzbar ab 2010
- Taktisch-technische Daten von Raketen kapitalistischer Staaten Westeuropas und der USA, 1981, Bestellsignatur DVW 1/94291, benutzbar ab 2012
- Taktisch-technische Daten von Funkortungsgeräten kapitalistischer Staaten Westeuropas und der USA, 1981, Bestellsignatur DVW 1/94189 und DVW 1/94190, benutzbar ab 2012
- Entwicklung neuer Tarnmittel für die BRD-Landstreitkräfte, 1982, Bestellsignatur DVW 1/94383, benutzbar ab 2013
- Entwicklung neuer Tarnnebelmittel in der BRD, 1982, Bestellsignatur DVW 1/101313, benutzbar ab 2013
- Taktisch-technische Daten von Funk- und Richtfunkgeräten kapitalistischer Staaten Westeuropas und der USA, 1984, Bestellsignatur DVW 1/94159, DVW 1/94160 und DVW 1/94161
- Militärtechnische Forschung und Entwicklung in der BRD, 1985, Bestellsignatur DVW1/42704, benutzbar ab 2016
- Entwicklung und Einsatz von Nebelmitteln bei den NATO-Landstreitkräften, 1985, Bestellsignatur DVW 1/94450, benutzbar ab 2016
- Neue Technologien für gepanzerte Fahrzeuge der Bundeswehr, 1986, Bestellsignatur DVW 1/42484, benutzbar ab 2017
- Taktisch-technische Forderungen an das "Jagdflugzeug 90" der NATO-Luftstreitkräfte, 1986, Bestellsignatur DVW 1/94411, benutzbar ab 2017
- Entwicklung und Einsatz unbemannter Flugkörper der NATO und französischen Streitkräfte, 1986, Bestellsignatur DVW 1/42474, benutzbar ab 2017
- Entwicklung militärischer Roboter, 1986, Bestellsignatur DVW 1/42483, benutzbar ab 2017
- Militärtechnische Forschungs- und Entwicklungseinrichtungen in der BRD und Westberlin, 1988, Bestellsignatur DVW 1/42516 und DVW 1/94619, benutzbar ab 2019
- Militärtechnische Forschung und Entwicklung in der Bundesrepublik Deutschland, 1988, Bestellsignaturen DVW 1/94614 und DVW 1/94615
- Militärtechnische Forschung und Entwicklung zu Massenvernichtungsmitteln in der NATO, 1989, Bestellsignatur DVW 1/42482, benutzbar ab 2020
- Militärtechnische Forschung und Entwicklung in der NATO auf dem Gebiet konventioneller Waffentechnologien, 1989, Bestellsignatur DVW 1/42486, benutzbar ab 2020
- Militärtechnische Forschung und Entwicklung in der NATO auf dem Gebiet der Strahlenwaffen, 1990, Bestellsignatur DVW 1/94272,  DVW 1/42635 und DVW 1/100995, benutzbar ab 2021

## Operativer Ausbau des Kriegsschauplatzes
- Operatives System der Sperren und Lähmungen in Westdeutschland, 1970, Bestellsignatur DVW 1/25742i, benutzbar ab 2001
- Nachrichten-Sondernetze der westdeutschen Luftwaffe (Karten), 1970, Bestellsignatur DVW 1/25738a, benutzbar ab 2002
- Ausbau von Autobahnteilabschnitten als Feldflugplätze für die westdeutschen Luftstreitkräfte, 1971, Bestellsignatur DVW 1/25732 und DVW 1/25747l, benutzbar ab 2002
- Grundnetz-, Schalt- und Vermittlungsstellen und Verteilervermittlungen der Bundeswehr, 1973, Bestellsignaturen 1/94292, DVW 1/94017 und DVW 1/94018, benutzbar ab 2004
- Ortsfeste militärische und zivile Führungsstellen in den strategischen Räumen Zentraleuropa und Ostseeausgänge, 1975, Bestellsignaturen DVW 1/32661c und 1/42521, benutzbar ab 2006
- Militärische und zivile Flugplätze in den strategischen Räumen Zentraleuropa und Ostseeausgänge, 1976, Bestellsignatur DVW 1/32661d, benutzbar ab 2007
- Fla-Raketenstellungen in den strategischen Räumen Zentraleuropa und Ostseeausgänge, 1976, Bestellsignaturen DVW 1/32661b und DVW 1/42628, benutzbar ab 2007
- Funkmeßposten und Funkmeßstationen in den strategischen Räumen Zentraleuropa und Ostseeausgänge, 1976, Bestellsignatur DVW 1/32661f, benutzbar ab 2007
- Zentrale militärische Lager in den strategischen Räumen Zentraleuropa und Ostseeausgänge, 1977, Bestellsignatur DVW 1/94201, benutzbar ab 2008
- Militärische und zivile Flugplätze im strategischen Raum Britische Inseln, 1977, Bestellsignatur DVW 1/94200, benutzbar ab 2008
- Truppenübungsplätze in den strategischen Räumen Zentraleuropa und Ostseeausgänge, 1978, Bestellsignatur DVW 1/94033, benutzbar ab 2009
- Rohrleitungsnetz der NATO in den strategischen Räumen Zentraleuropa, Ostseeausgänge und Frankreich, 1978, Bestellsignaturen DVW 1/42687 und DVW 94198, benutzbar ab 2009
- Funkmeßposten, Funkmeßstationen und Raketenleitstationen in den strategischen Räumen Zentraleuropa und Ostseeausgänge, 1979, Bestellsignatur DVW 1/94199, benutzbar ab 2010
- Fla-Raketenstellungen der NATO-Streitkräfte in den strategischen Räumen Zentraleuropa und Ostseeausgänge, 1982, Bestellsignatur DVW 1/42628 und DVW 1/94196, benutzbar ab 2012
- Militärische Richtfunkstellen in den strategischen Räumen Zentraleuropa und Ostseeausgänge, 1983, Bestellsignaturen DVW 1/42682 und 1/94459, benutzbar ab 2014
- Funkelektronische Objekte im grenznahen Raum der BRD zur DDR, 1988, Bestellsignaturen DVW 1/42479 und DVW 1/94626, benutzbar ab 2019
- Ortsfeste und bewegliche Objekte im grenznahen Raum der BRD zur DDR, 1989, Bestellsignatur DVW 1/42478, benutzbar ab 2020

## Militärökonomie
- Mineralölwirtschaft der BRD und ihre Ausnutzung für die Kriegführung, 1972, Bestellsignatur DVW 1/25733k, benutzbar ab 2003
- Neuordnung des Rüstungswesens der Bundeswehr, 1973, Bestellsignatur DVW 1/25734f, benutzbar ab 2004
- Einbeziehung des zivilen Forschungspotentials der BRD in die Rüstungsforschung, 1977, Bestellsignatur DVW 1/94050, benutzbar ab 2008
- Militärtechnische und militärmedizinische Forschungsstellen der BRD, 1978, Bestellsignatur DVW 1/94068, benutzbar ab 2009
- Standorte und Produktion wichtiger Rüstungsbetriebe der BRD, 1979, Bestellsignatur DVW 1/94043 und DVW 1/42625, benutzbar ab 2010
- Standorte und Produktion wichtiger Rüstungsbetriebe Belgiens, 1982, Bestellsignatur  DVW 1/100916, benutzbar ab 2013
- Standorte und Produktion wichtiger Rüstungsbetriebe der Niederlande, 1982, Bestellsignaturen DVW 1/94182 und DVW 1/100917, benutzbar ab 2013
- Panzerproduktion in der BRD, 1986, Bestellsignatur DVW 1/94428, benutzbar ab 2017
- Standorte und Produktion wichtiger Rüstungsbetriebe Frankreichs, 1983, Bestellsignatur DVW 1/94149, benutzbar ab 2014

## Spezialgebiete
- Aufgaben, Bestandteile und Organisation des funkelektronischen Kampfes der Bundeswehr, 1973, Bestellsignatur DVW 1/25744e, Benutzbar ab 2004
- Integriertes strategisches Nachrichtensystem der NATO „NICS“, 1974, Bestellsignatur DVW 1/25735r, benutzbar ab 2005
- Organisation und Aufgaben von Funkverbindungen bei den BRD-Luftstreitkräften, 1974, DVW 1/25735b und DVW 1/25736c, benutzbar ab 2005
- Automatisierte Führungs- und Informationssysteme der Bundeswehr, 1980, Bestellsignatur DVW 1/94359, benutzbar ab 2011
- Möglichkeiten der NATO-Streitkräfte zur elektronischen Kampfführung, 1985; Bestellsignaturen DVW 1/42636 und DVW 94470, benutzbar ab 2013
- Organisation der Frequenzverteilung im Bereich von 10 kHz bis 300 GHz in der BRD und den USA, 1985, Bestellsignatur DVW 1/94348, benutzbar ab 2008
- Möglichkeiten und Einsatz der Kräfte und Mittel des funkelektronischen Kampfes der USA-Landstreitkräfte in Europa, 1986, Bestellsignaturen DVW 1/984410 und DVW 1/42526, benutzbar ab 2017

## Weitere Arbeiten
- Jährliche Analysen der Militärhaushalte ausgewählter NATO-Mitgliedsstaaten, insbesondere der USA, der Bundesrepublik Deutschland, Großbritanniens und Frankreichs.
- Monatliche Veröffentlichungen von militärtechnischen Typenblättern (im Postkartenformat) in der Zeitschrift „Militärtechnik“ des Militärverlags der Deutschen Demokratischen Republik.

## Veröffentlichungen im Internet
Etwa ab 2010 stellte Siegfried Mühle mehrere Webseiten (Homepages) mit militärhistorischem Inhalt der Öffentlichkeit zur Verfügung.
- Die 10. Kompanie an der Funkmeßschule der LSK/LV der Nationalen Volksarmee der DDR in Oranienburg von 1957 bis 1958 und an der Technischen Schule der LSK/LV der Nationalen Volksarmee der DDR in Kamenz von 1959 bis 1960
 http://kompanie-10.npage.de/
- Wer war Was, Wann, Wo bei den Funktechnischen Truppen der NVA der DDR 1952 bis 1990
http://personal-futt.npage.de/
- Die Funktechnische Kompanie in Zschillichau 1956 bis 1990
http://futk-25.npage.de/
- Militärattachés der Nationalen Volksarmee der DDR 1957 bis 1990
http://attache-nva.npage.de/